# Game Over (альбом Nuclear Assault)
Game Over (с англ. — «Конец игры») — дебютный студийный альбом американской трэш-метал-группы Nuclear Assault, выпущенный 7 октября 1986 года на лейбле Combat Records. Альбом получил в целом положительные отзывы от музыкальной прессы, в которых отмечалось заметный интерес группы к тематике ядерной войны и тяга к написанию политически-заряженных песен. Спустя годы британский журнал Kerrang! поместил альбом в список «25 величайших трэш-метал-альбомов за всё время», а немецкий Rock Hard включил его в «500 величайших рок- и метал-альбомов всех времён». В 2017 году журнал Decibel добавил Game Over в свой «зал славы» как один из важнейших альбомов экстремального метала.

## Список композиций
Слова и музыка всех песен — Nuclear Assault.
| №                   | Название                               | Длительность |
| ------------------- | -------------------------------------- | ------------ |
| 1.                  | «Live, Suffer, Die» (инструментальная) | 1:08         |
| 2.                  | «Sin»                                  | 3:25         |
| 3.                  | «Cold Steel»                           | 2:41         |
| 4.                  | «Betrayal»                             | 3:01         |
| 5.                  | «Radiation Sickness»                   | 2:49         |
| 6.                  | «Hang the Pope»                        | 0:46         |
| 7.                  | «After the Holocaust»                  | 3:44         |
| 8.                  | «Mr. Softee Theme» (инструментальная)  | 0:25         |
| 9.                  | «Stranded in Hell»                     | 3:39         |
| 10.                 | «Nuclear War»                          | 3:47         |
| 11.                 | «My America»                           | 0:29         |
| 12.                 | «Vengeance»                            | 2:51         |
| 13.                 | «Brain Death»                          | 7:16         |
| Общая длительность: | Общая длительность:                    | 36:01        |

## Участники записи
Nuclear Assault
- Джон Коннелли — вокал, гитара
- Энтони Браманте — соло-гитара
- Дэн Лилкер — бас-гитара
- Гленн Эванс — ударные

Приглашённые музыканты
- Чад МакГлафлин — гостевое участие в «Brain Death»

Производственный персонал
- Алекс Периалас — продюсирование, звукоинженер
- Том Койн — мастеринг
- Эд Репка — обложка
- Стив Синклер — исполнительный продюсер